# Карчмиська-Другі
Карчмиська-Другі (пол. Karczmiska Drugie) — село в Польщі, у гміні Карчміська Опольського повіту Люблінського воєводства.
Населення — 947 осіб (2011).

## Демографія
Демографічна структура станом на 31 березня 2011 року:
|          | Загалом | Допрацездатний вік | Працездатний вік | Постпрацездатний вік |
| -------- | ------- | ------------------ | ---------------- | -------------------- |
| Чоловіки | 456     | 80                 | 317              | 59                   |
| Жінки    | 491     | 86                 | 260              | 145                  |
| Разом    | 947     | 166                | 577              | 204                  |